# Gmina Highland (hrabstwo Clayton)

Położenie Gminy Highland w hrabstwie Clayton

Gmina Highland (ang. Highland Township) – gmina w USA, w stanie Iowa, w hrabstwie Clayton. Według danych z 2000 roku gmina miała 237 mieszkańców, a jej powierzchnia wynosi 93,66 km².